# Парке Алфредо Виктор Виера
„Парке Алфредо Виктор Виера“ (на испански: Parque Alfredo Victor Viera) е многофункционален стадион в столицата на Уругвай гр. Монтевидео.
На него играе домакинските си мачове футболният отбор „Монтевидео Уондърърс“. Построен е през 1933 г., капацитетът му е 12 500 места.